# Ferula pimenovii
Ferula pimenovii là một loài thực vật có hoa trong họ Hoa tán. Loài này được Lazkov mô tả khoa học đầu tiên năm 2006.